# Стельмах Сергій Вікторович
Сергі́й Ві́кторович Сте́льмах — командир авіаційної ланки ескадрильї спеціального призначення на вертольотах Спеціального авіаційного загону Оперативно-рятувальної служби цивільного захисту Державної служби України з надзвичайних ситуацій.
Станом на квітень 2018 року із сином проживає у Харкові.

## Нагороди
15 липня 2014 року — за особисту мужність і героїзм, виявлені у захисті державного суверенітету та територіальної цілісності України, вірність військовій присязі під час російсько-української війни, відзначений — нагороджений орденом «За мужність» III ступеня.